# レッドナル鉄道事故
レッドナル鉄道事故（英: Rednal rail crash）とはシュロップシャーのレッドナル駅付近で発生した鉄道事故である。

## 事故の経過
1865年6月7日、線路（基礎とレール）工夫がウェッティントンから下り始める132分の1の勾配のうちレッドナル駅の600ヤード北にある区間で「上り」線を保線していた。そのため警告のため緑の旗が1100ヤード離れた勾配の頂上に設置されていた。12時29分、バーケンヘッド発の小旅行のための列車（機関車2両+客車28両+緩急車2両）がシュルーズベリーへ向けてチェスターを出発した。その後ゴボーウェンでさらに客車4両が連結された。
列車がウィティントンに到達した時勾配で加速し始めたが、前部機関車の機関士は前方の作業について警告する旗を見なかった。その後作業員を見つけてブレーキを掛けたが、このような重い列車を停車させるには遅すぎた。先頭の機関車は支持のない軌道上で脱線したが、バラストにそって進み続けレッドナル駅の外側のポイントで線路を外れ転覆した。後続列車の極端な重量は前方の客車4両は破壊されたことを意味し、乗客11人と乗務員2人が死亡した。
調査ではこのような重い列車における制動力の欠如を指摘しもしたが、責任は主に軌道工事における不十分な保護（信号雷管で補われるべきであった）にあるとした。